# Theokritos
Theokritos (altgriechisch Θεόκριτος, deutsch Theokrit; um 270 v. Chr.) war ein antiker griechischer Dichter. Er war der Schöpfer und Hauptvertreter der bukolischen Poesie der Griechen.

## Leben
Theokrit stammte höchstwahrscheinlich aus Syrakus. Er scheint einen Teil seines Lebens in der östlichen Ägäis verbracht zu haben; erkennbar ist ein besonderer Bezug zu Kos. Sein Gönner waren Hieron II. von Syrakus (Idylle XVI) und der ägyptische König Ptolemaios II. (Idylle XVII). 

## Werke

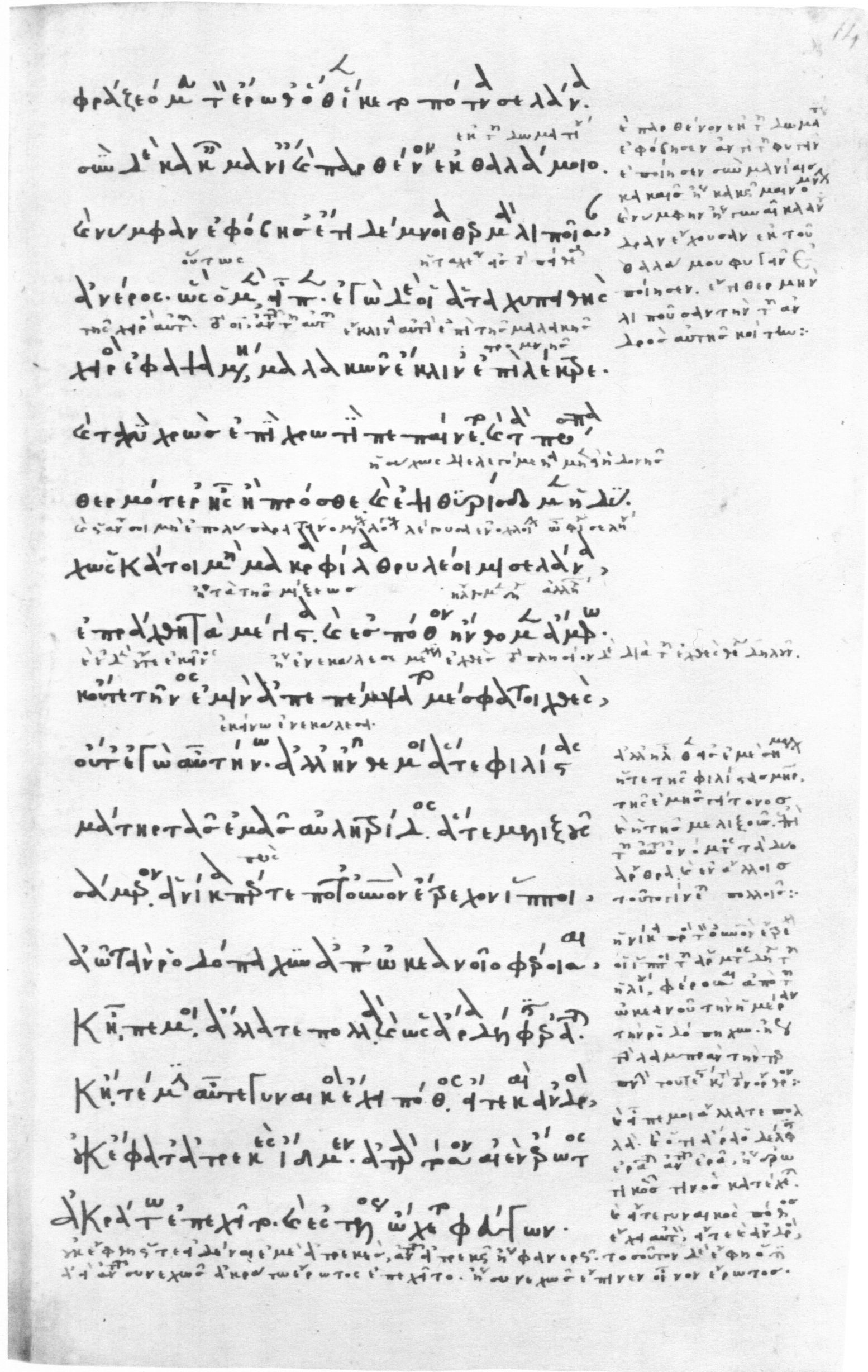
Gedichte Theokrits mit Scholien von Manuel Moschopulos. Handschrift Ferrara, Biblioteca Comunale Ariostea, Codex II,155, fol. 14r (1336/1337 geschrieben)

Unter Theokrits Namen sind außer einer Anzahl von Epigrammen 32 größere Gedichte überliefert, sogenannte Idylle (Eidyllia). Sie haben meist eine dramatische Form und sind teils künstlerische Nachahmungen des Wechselgesangs der sizilischen Hirten, teils stellen sie Szenen des Alltagslebens dar, während andere mythologische Erzählungen enthalten, noch andere rein lyrischer Natur sind. Bei der Schöpfung der Ersteren stand Theokrit vor allem unter Einfluss des Mimus. Mimen sind kleine Possenspiele bzw. deren literarische Umsetzung, in welchen das Alltagsleben parodiert wird. Hauptvertreter dieser Gattung war Sophron (5. Jahrhundert v. Chr.), der ebenfalls aus Syrakus stammte.
Die dichterische Umsetzung bei Theokrit besteht in einer distanzierten, teils destruktiven Imitation klassischer Genres, deren Funktionalität aufgrund der soziopolitischen Umgebung nicht mehr zeitgemäß sein konnte (die autarke Polis des 8.–5. Jahrhunderts v. Chr. gegenüber den hegemonialen monarchischen Flächenstaaten des 3. Jahrhunderts v. Chr.). Daher ist ganz im Gegenteil zur oft „idyllisierenden“ Hirtendichtung späterer Prägung in den thematisch verwandten Kurzgedichten Theokrits vor allem das, oft charmante, manchmal böse, Amusement des exzellent gebildeten Stadtbürgers über die ungeschickt-kunstlosen Unterhaltungen der Landbevölkerung zu konstatieren.
Etwa ein Drittel der im Corpus Theocriteum überlieferten sogenannten Eidyllia gilt heute als erwiesenermaßen unecht.
Schon in der Antike standen die Werke Theokrits wegen seiner anspruchsvollen Reflexion älterer Dichtung sowie seiner minutiös ausgearbeiteten, gleichwohl lebendigen Darstellung in hohem Ansehen und waren Muster und Beispiel für spätere Dichter, zum einen (in der poetischen Auffassung) der Neoteriker, zum anderen (thematisch auf das Landleben bezogen) von Vergils Eklogen und dessen Epigonen Calpurnius Siculus. Auch hinsichtlich der Form und Sprache unterscheiden sich die Gedichte. Während diejenigen, in welchen hauptsächlich heroisch-epische Themen behandelt werden, auch die entsprechenden Formen annehmen und die Sprache ebenfalls hauptsächlich episch ist, herrscht in den mimetischen Gedichten eine dorische Kunstsprache vor.
Der im Hellenismus allgemein bevorzugte Hexameter ist das Versmaß der Eidyllia 1–27.

### Die Titel der einzelnen Gedichte
| Nr.    | Titel                                                 | Eidyllia                                    | transkribiert                           |
| ------ | ----------------------------------------------------- | ------------------------------------------- | --------------------------------------- |
| I      | Thyrsis oder Gesang                                   | Θύρσις ἢ ᾨδή                                | Thyrsis e ode                           |
| II     | Die Hexe                                              | Φαρμακεύτρια                                | Pharmakeutria                           |
| III    | Der Festzug                                           | Κῶμος                                       | Komos                                   |
| IV     | Die Hirten                                            | Νομεῖς                                      | Nomeis                                  |
| V      | Geißhirt und Schafhirt                                | Αἰπολικὸν καὶ Ποιμενικόν                    | Aipolikon kai Poimenikon                |
| VI     | Die Rinderhirten                                      | Βουκολιασταί                                | Bukoliastai                             |
| VII    | Das Erntefest                                         | Θαλύσια                                     | Thalysia                                |
| VIII   | Daphnis, Menalkas und Aipolos                         | Βουκολιασταί (Δάφνις, Μενάλκας καὶ Αἰπόλος) | [unecht]                                |
| IX     | Daphnis und Menalkas                                  | Βουκολιασταί (Δάφνις καὶ Μενάλκας)          | [unecht]                                |
| X      | Die Schnitter oder: Die (Feld)Arbeiter                | Θερισταί, Ἐργατίναι, Μίλων καὶ Βουκαῖος     | Theristai, Ergatinai                    |
| XI     | Der Kyklop                                            | Κύκλωψ                                      | Kyklops                                 |
| XII    | Der Liebling                                          | Ἀίτης                                       | Aites                                   |
| XIII   | Hylas                                                 | Ὕλας                                        | Hylas                                   |
| XIV    | Verlangen nach Kyniska oder: Aischines und Thyonichos | Κυνίσκας Ἔρως, Αἰσχίνης καὶ Θυώνιχος        | Kyniskas Eros, Aischines kai Thyonichos |
| XV     | Die Syrakuserinnen oder: Die Adoniazusen              | Συρακόσιαι, Ἀδωνιάζουσαι                    | Syrakusiai, Adoniazusai                 |
| XVI    | Die Chariten oder: Hieron                             | Χάριτες, Ἱέρων                              | Charites, Hieron                        |
| XVII   | Lobgedicht auf Ptolemaios                             | Ἐγκώμιον εἰς Πτολεμαῖον                     | Enkomion eis Ptolemaion                 |
| XVIII  | Brautlied der Helena                                  | Ἑλένης ἐπιθαλάμιος                          | Helenes Epithalamios                    |
| XIX    | Der Honigdieb                                         | Κηριοκλέπτης                                | Keriokleptes                            |
| XX     | Der Rinderhirt                                        | Βουκολίσκος                                 | Bukoliskos                              |
| XXI    | Die Fischer                                           | Ἁλιεῖς                                      | Halieis                                 |
| XXII   | Die Dioskuren                                         | Διόσκουροι                                  | Dioskuroi                               |
| XXIII  | Der Verliebte oder: Der verzweifelt Liebende          | Ἐραστής, Δύσερως                            | Erastes, Dyseros                        |
| XXIV   | Der kleine Herakles                                   | Ἡρακλίσκος                                  | Herakliskos                             |
| XXV    | Herakles der Löwentöter                               | Ἡρακλῆς λεοντοφόνος                         | Herakles Leontophonos                   |
| XXVI   | Lenai oder: Die Bacchantinnen                         | Λῆναι, Βάκχαι                               | Lenai, Bacchai                          |
| XXVII  | Liebesgeflüster                                       | Ὀαριστύς                                    | Oaristys                                |
| XXVIII | Die Spinnrocken                                       | Ἠλακάτη                                     | Elakate                                 |
| XXIX   | Liebeslied an einen Knaben                            | Παιδικά                                     | Paidika                                 |
| XXX    | Auf den toten Adonis                                  | Εἰς νεκρὸν Ἀδῶνιν                           | Eis nekron Adonin                       |

### Inhalt einzelner Gedichte

#### VI. Die Rinderhirten
Die beiden Rinderhirten Daphnis und Damötas improvisieren einen Gesang, der die Geschichte des in die Nymphe Galateia verliebten Zyklopen Polyphem persifliert. In Daphnis’ Exposition versucht Galateia vergeblich, Polyphems Aufmerksamkeit zu erregen, indem sie seinen Hund mit Äpfeln bewirft. Damötas antwortet mit einem Monolog des Polyphem, der beschlossen hat, Galateia noch ein bisschen warten zu lassen; im Übrigen stehe ihm sein eines Auge doch recht gut.
In seiner Einleitung bezeichnet Theokrit den Wechselgesang als „Wette“. Allerdings fehlt der Schiedsrichter, und das Gedicht endet ohne Sieger:

„Hiermit endigend küßte Damötas den Daphnis; die Pfeife

Schenkt’ ihm dieser, und er ihm die künstliche Flöte dagegen. […]

Sieger jedoch war keiner, denn fehllos sangen sie beide.“

#### VIII. Daphnis, Menalkas und Aipolos
Das VIII. Idyll (das als unecht gilt) ist in gewisser Weise ein Gegenstück zum VI. Es behandelt ebenfalls einen Sängerwettbewerb zwischen zwei Hirten (auch hier heißt einer der beiden Daphnis, der andere Menalkas). Allerdings beginnt dieser Wettstreit mit gegenseitigen Herausforderungen; am Schluss entscheidet ein Schiedsrichter. Die Hirten improvisieren in abwechselnden Strophen, die keine fest umrissene Geschichte ausführen. Sieger wird Daphnis:

„Das erfreute den siegenden Knaben, er klatscht’ in die Hände,

Wie zu der Mutter hüpfet das Reh, so hüpfte der Knabe.

Jenem aber verzehrte der quälende Harm die Seele,

Ach, er traurte! So trauert die Braut, die Neuvermählte!

Nun war Daphnis unter den Hirten der erste geworden,

Und als Jüngling vermählt’ er sich schon mit Nais, der Nymphe.“

### Übersetzungen
Deutsche Übersetzungen gibt es von Ernst Christoph Bindemann (1793), Johann Heinrich Voß (2. Aufl., Tübingen 1815), Friedrich Zimmermann (Stuttgart 1859), Friedrich Rückert (Leipzig 1867), Harry C. Schnur (Reutlingen, 1975), Hermann Beckby (Meisenheim am Glan, 1975), Dietrich Ebener (Frankfurt a. M. 1983), Bernd Effe (Düsseldorf 1999) und Regina Höschele (Stuttgart 2016).
Eduard Mörike übersetzte nur einzelne Gedichte. Innerhalb der „Classischen Blumenlese“ (Stuttgart 1840, einer großangelegten Sammlung von Übersetzungen griechischer und lateinischer Gedichte) erschienen die Nummern II, VI, XI, XIII bis XVI, XVIII, XXI, XXIV, XXVIII bis XXX (in veränderter Reihenfolge und Nummerierung). 1855 erschien „Theokritos, Bion und Moschos. Deutsch im Versmaße der Urschrift von Dr. E. Mörike und F. Notter“. Darin sind die Nummern I bis VI, XI, XIV bis XVIII und XXVIII enthalten. Die Fassungen dieser zweiten Ausgabe sind, soweit sie auf die erste zurückgehen, gründlich überarbeitet und teilweise völlig neugefasst.

## Ausgaben und Übersetzungen
- Andrew Sydenham Farrar Gow: Bucolici Graeci. Griechisch und englisch. Clarendon Press, Oxford 1952. Maßgebliche Ausgabe.
- Friedrich Zimmermann: Die Idyllen des Theokritos. J. B. Metzler’sche Verlagsbuchhandlung, Stuttgart 1859 (archive.org [PDF; 12,1 MB]).
- Hermann Fritzsche: Theokrits Gedichte. 3. Auflage. B. G. Teubner, Leipzig 1881 (archive.org [PDF; 24,3 MB] kommentierter griechischer Originaltext).
- Hermann Beckby: Die griechischen Bukoliker: Theokrit – Moschos – Bion. Beiträge zur klassischen Philologie 49. Meisenheim am Glan 1975.
- Harry C. Schnur: Theokrit. Knödler, Reutlingen 1975, ISBN 978-3-87421-054-6.
- Dietrich Ebener: Theokrit. Sämtliche Dichtungen. Insel-Verlag, Frankfurt a. M. 1989, ISBN 3-458-32858-0
- Carlo Gallavotti: Theocritus quique feruntur Bucolici Graeci. 3. Ausgabe. Publica Officina Polygraphica, Rom 1993.
- Bernd Effe: Theokrit. Gedichte. Griechisch / deutsch. Artemis und Winkler, Düsseldorf & Zürich 1999, ISBN 3-7608-1714-9.
- Regina Höschele: Theokrit. Gedichte. Griechisch und deutsch. Reclam, Stuttgart 2016, ISBN 978-3-15-019419-5.

## Scholia
- Carl Wendel: Scholia in Theocritum vetera. B. G. Teubner, Stuttgart 1914 (Digitalisat).